# Джоді Піколт
Джо́ді Лінн Пі́колт (англ. Jodi Lynn Picoult; *19 травня 1966) — американська письменниця. Отримала Книжкову Нагороду Нової Англії у 2003 році в області художньої літератури.

## Особисте життя
Джоді Піколт народилася і виросла у Несконсет, Лонг-Айленд,штат  Нью-Йорк, США. У тринадцятирічному віці Джоді з родиною переїхала у штат Нью-Гемпшир. Піколт написала свою першу розповідь «Омар, якого неправильно зрозуміли» у 5 років. Вона вивчала письменство в Університеті Принстона і здобула вищу освіту в 1987 році. Джоді видала дві короткі новели в журналі «Сімнадцять» під час навчання в коледжі.
Після закінчення коледжу вона часто змінювала роботу (від редагування підручників до викладання англійської мови у восьмому класі). Вона отримала ступінь майстра освіти Гарвардського університету.
Джоді Піколт вийшла заміж за Тімоті ван Ліра у 1989, з яким познайомилася під час навчання в коледжі. У них є троє дітей: Саманта, Кайл і Джейк. Сім'я живе у Гановері, штат Нью-Гемпшир, США.
Книга Піколт «Дев'ятнадцять хвилин» яка розповідала про стрілянину в школі маленького містечка, стала першим бестселером № 1 газети New York Times. Її книга «Зміна серця», опублікована 8 березня 2008, стала другим твором письменниці, що посів перше місце серед бестселерів New York Times.

## Визнання
Джоді Піколт — автор 13 бестселерів по рейтингу Нью-Йорк Таймс. У 2003 році була удостоєна премії New England Bookseller Award (Книжкова Нагорода Нової Англії) в області художньої літератури.
Лауреат премії The Margaret Alexander Edwards Award, заснованої Американською асоціацією бібліотек. Її роботи відмічені призом «Найкращий твір року», номінувалися на премії IMPAC Dublin Literature і British Book Award в 2005 році.

## Фільми
- У 2002 році на основі роману Піколт «Договір» було знято однойменний фільм.
- У 2004 було знято фільм «Відверта правда».
- У 2008 році відбулася прем'єра фільму «Десяте коло» — адаптації однойменної книжки Піколт.
- У 2009 було представлено фільм «Мій ангел-охоронець», головні ролі виконали Кемерон Діас і Ебігейл Бреслін.
- У 2011 році вийшов фільм «Salem Falls» («Салем падає»), головну роль у якому виконав Джеймс Ван Дер Бік.[5]
- Планується екранізація роману «Wish You Were Here» («Якби ти був тут») від Netflix.[6]